# Пунани
Пунани — група племен (власне пунани, букіти, букітани, басапи та ін.) в складі даяків. Живуть переважно в Індонезії на острові Калімантан (Борнео), у внутрішніх областях. Чисельність — 7000 чол. в Індонезії, 2000 — в Сараваці. Розмовляють на мові пунан індонезійської підгрупи малайсько-полінезійської групи австронезійської мовної сім'ї. Зберігають древні традиційні вірування. Зараз зустрічаються протестанти, католики, в Сараваці — мусульмани-суніти.
Пунани живуть майже на всій території Калімантану, змішано з даяками. Самі себе вони називають пунан або пенан («житель верхів'їв рік»), букіт або букітан («житель пагорбів»).

## Національний побут
Пунани — одна із найдревніших груп бродячих збирачів і мисливців, які кочують в глибинах тропічних лісів, у верхів'ях рік Центрального Калімантану. Основні заняття — мисливство, збір дикорослих плодів і смоли. Полюють на мавп, кабанів, оленів, ведмедів, пантер, носорогів та ін. дичину. Чоловіки зайняті збором ротанга, даммарової смоли, гуттаперчі, ластівчиних гнізд. Жінки збирають дикорослі плоди саго. На полюванні використовують сумпітан (трубка з отруєною стрілою), списи, пастки.
Даяки вважають пунанів найкращими мисливцями й знавцями джунглів, і ставляться до них приязно. Як правило. одна група даяків опікується якою-небудь групою пунанів, і з нею веде торгівлю. За продукти збиральництва та шкури тварин пунани отримують мандоу (даяцькі мечі), паранги (тесаки), маленькі ножі, наконечники для стріл, залізні прути, горщики, казанки, тканини, вогнище, тютюн, сіль.
Житло — навіс із гілок, двоскатний шалаш із гілок, відкритий з двох сторін, або хижина із молодих дерев. Дах роблять із кори та листя, і смолять. Такий будинок вміщає до 8 осіб.
Поселення включає від 2 до 8 будинків. Все майно пунан може понеси з собою. Це сумпітан, сагай зі стрілами, мандоу, паранг, маленький ніж, корзина, циновка, кисет з тютюном, вогниво, молоток, сито для саго, дерев'яні тарілки, лопаточки, щипці з бамбука для саго, гребені, намисто, браслети, дошка для приготування саго.
Одяг виготовляється з тапи, тобто тканини з луба. Чоловіки носять набедренну пов'язку, жінки — коротку спідницю. Розповсюджена головна пов'язка. В їжі переважають м'ясо кабана, оленя, мавп, птахів, цікаво що незнайому їжу (рис, домашня птиця) вони не їдять.
Плем'я складається з 20-30 чоловіків і стількох же жінок і дітей. Група екзогамна. Складається із сімей. Дітей переважно в сім'ї багато. Є старійшини . Поведінка регулюється суспільною думкою і традиціями. Весільна церемонія проста — виголошення промови. Викупу немає, в подарунок підносять тютюн. Поселення молодих може бути патрілокальним і матрілокальним. Зустрічаються випадки поліандрії, бувають розлучення. Є змішані шлюби з іншими народностями.
Ще в 19 ст. пунани почали переходити до осілого способу життя. В середині 20 ст. стали використовувати малайські види одягу.

## Традиційні вірування
Релігійні вірування туманні. В Сараваці приносять жертви верховному божеству Балі Пенгалонгу.
Пунани вірять в духів природи і практикують гадання по поведінці птахів і тварин. Найчастіше тварини-провісники — ящірки, цвіркуни і яструби, їх не вбивають. Вірять в талісмани — зуб, ікло, гірський кришталь, кварцовий кристал.

## Народна творчість
Пунани малюють на м'якій поверхні скель, на стовбурах дерев, вирізають по дереву і кості. Пісні — монотонні. Танці — просте покачування в групі.